# بارك سو يون
بارك سو يون (مواليد 5 أكتوبر 1987) هي ممثلة ومغنية كورية جنوبية وهي كانت عضوة في فرقة تي آرا الغنائية.

## روابط خارجية
- بارك سو يون على موقع IMDb (الإنجليزية)
- بارك سو يون على موقع ميوزك برينز (الإنجليزية)
- بارك سو يون على موقع ديسكوغز (الإنجليزية)
- بارك سو يون على موقع قاعدة بيانات الفيلم (الإنجليزية)